# Застава Кипра
Државна застава Кипра прихваћена је 16. августа 1960. године. Застава се састоји од карте целог острва, с две маслинове гранчице (симбол мира) на белој подлози (још један симбол мира). Кипар је једина земља на свету која на својој застави има приказану своју територију. Карта на застави је бакарне боје, што симболизује велики број рудника бакра на острву.
Црвене и плаве боје (боје турске и грчке заставе) су намерно избегнуте да би застава остала „неутрална“, али данас је употребљавају само грчки Кипрани.